# تورلینو ویمرکاتی
تورلینو ویمرکاتی (به ایتالیایی: Torlino Vimercati) یک کومونه در ایتالیا است که در استان کریمونا واقع شده‌است. تورلینو ویمرکاتی ۵٫۷ کیلومتر مربع مساحت و ۴۴۵ نفر جمعیت دارد و ۸۸ متر بالاتر از سطح دریا واقع شده‌است.